# Вжесіни (Любуське воєводство)
Вжесіни (пол. Wrzesiny, нім. Wachsdorf) — село в Польщі, у гміні Бжезьниця Жаґанського повіту Любуського воєводства.
Населення — 345 осіб (2011).
У 1975-1998 роках село належало до Зеленогурського воєводства.

## Демографія
Демографічна структура станом на 31 березня 2011 року:
|          | Загалом | Допрацездатний вік | Працездатний вік | Постпрацездатний вік |
| -------- | ------- | ------------------ | ---------------- | -------------------- |
| Чоловіки | 177     | 43                 | 125              | 9                    |
| Жінки    | 168     | 39                 | 100              | 29                   |
| Разом    | 345     | 82                 | 225              | 38                   |